# Dominic Hörlezeder
Dominic Hörlezeder (* 19. Juli 1984 in Amstetten) ist ein österreichischer Politiker (Die Grünen – Die Grüne Alternative). Seit dem 23. März 2023 ist er Abgeordneter zum Landtag von Niederösterreich.

## Leben

### Ausbildung und Beruf
Dominic Hörlezeder besuchte von 2001 bis 2004 die Handelsschule in Amstetten. Anschließend war er bei der Ertex AG tätig, 2005/06 absolvierte er seinen Präsenzdienst.
Ab 2006 war er beim Amt der NÖ Landesregierung in der Abteilung Personalangelegenheiten beschäftigt, 2012 wechselte er dort in die Abteilung NÖ Landesarchiv und NÖ Landesbibliothek.

### Politik
Hörlezeder gehörte von 2015 bis 2017 als Fraktionssprecher dem Gemeinderat in Amstetten an, wo er von 2017 bis 2020 als Stadtrat für Umwelt und Energie amtierte. 2016 wurde er Bezirkssprecher der Grünen im Bezirk Amstetten, seit 2018 gehörte er dem Landesvorstand der Grünen Niederösterreich an. 2020 wurde er in Amstetten 3. Vizebürgermeister und Stadtrat für Umwelt, Energie, Soziales und Wohnen.
Bei der Landtagswahl 2023 gewannen die Grünen ein viertes Mandat und damit auch den Klubstatus zurück. Dieses ging an Hörlezeder, der neben den bisherigen Abgeordneten Helga Krismer-Huber, Silvia Moser und Georg Ecker in den Landtag einzog. Am 23. März 2023 wurde er in der konstituierenden Sitzung der XX. Gesetzgebungsperiode als Abgeordneter zum  niederösterreichischen Landtag angelobt. Im Landtagsklub der Grünen ist er für die Themen Demokratie und Tierschutz zuständig.